# Gran Premio de Hungría de Motociclismo de 2025
El Gran Premio de Hungría de Motociclismo de 2025 (oficialmente Michelin® Grand Prix of Hungary) será la decimocuarta prueba del Campeonato del Mundo de Motociclismo de 2025. Tendrá lugar en el fin de semana del 22 al 24 de agosto de 2025 en el Circuito de Balaton Park, situado en la ciudad de Balatonfőkajár, Condado de Veszprém (Hungría).
Esta prueba será la cuarta ronda doble de la Temporada 2025 del Campeonato del Mundo de MotoE.